# Andrzej Czechowski
Andrzej Czechowski (ur. 21 lutego 1947 w Słupsku) – polski pisarz, doktor habilitowany fizyki.

## Życiorys
Jako pisarz debiutował na łamach „Młodego Technika” w 1962 roku jako zdobywca I nagrody w konkursie na opowiadanie fantastycznonaukowe za opowiadanie „Człekokształtny”. W 1974 roku, w kolejnym konkursie „Młodego Technika”, za opowiadanie „Ambasadorowie” również zdobywa I nagrodę. Łącznie opublikował kilkanaście opowiadań głównie na łamach „Młodego Technika”. Część z nich znalazła się w zbiorze Przybysze wydanym przez Naszą Księgarnię w 1967 roku lub w zbiorach Kroki w nieznane. Aktualnie pracuje w Centrum Badań Kosmicznych PAN.
W 2009 za wybitne zasługi dla niepodległości Rzeczypospolitej Polskiej, za działalność na rzecz przemian demokratycznych, za osiągnięcia w podejmowanej z pożytkiem dla kraju pracy zawodowej i działalności społecznej został odznaczony Krzyżem Kawalerskim Orderu Odrodzenia Polski.

## Publikacje
- Przybysze, (1967) – opowiadania
- Kroki w nieznane, (1967) – opowiadania